# Михайловское сельское поселение (Кемеровская область)
Миха́йловское сельское поселение — упразднённое муниципальное образование в Прокопьевском районе Кемеровской области. Административный центр — село Михайловка.

## История
Михайловское сельское поселение образовано 17 декабря 2004 года в соответствии с Законом Кемеровской области № 104-ОЗ.

## Население
| 2010 | 2011 | 2012 | 2013 | 2014 | 2015 | 2016 |
| ---- | ---- | ---- | ---- | ---- | ---- | ---- |
| 1002 | ↘999 | ↘987 | ↘972 | ↘944 | ↘932 | ↘915 |
| 2017 | 2018 | 2019 |      |      |      |      |
| ↗937 | ↗942 | ↘936 |      |      |      |      |

## Состав сельского поселения
| № | Населённый пункт | Тип населённого пункта       | Население |
| - | ---------------- | ---------------------------- | --------- |
| 1 | Алексеевка       | деревня                      | 58        |
| 2 | Иганино          | село                         | 124       |
| 3 | Инченково        | село                         | 207       |
| 4 | Малиновка        | посёлок                      | 40        |
| 5 | Михайловка       | село, административный центр | 573       |